# Ugny
Ugny település Franciaországban, Meurthe-et-Moselle megyében. Lakosainak száma 695 fő (2022. január 1.). Ugny Baslieux, Beuveille, Chenières, Cons-la-Grandville, Cutry, Doncourt-lès-Longuyon és Montigny-sur-Chiers községekkel határos.

## Népesség
A település népessége az elmúlt években az alábbi módon változott:
| Lakosok száma | 368  | 465  | 415  | 597  | 744  | 733  | 715  | 690  | 692  | 695  |
|               | 1968 | 1982 | 1990 | 2006 | 2013 | 2015 | 2017 | 2019 | 2020 | 2022 |